# Conseil des prélèvements obligatoires
Pour les articles homonymes, voir CPO.
Institution associée à la Cour des comptes, le conseil des prélèvements obligatoires (CPO) est « chargé d'apprécier l'évolution et l'impact économique, social et budgétaire de l'ensemble des prélèvements obligatoires, ainsi que de formuler des recommandations sur toute question relative aux prélèvements obligatoires ».

## Historique
Le conseil des prélèvements obligatoires est créé par une loi en avril 2005, complétant le livre III sur les institutions associées à la Cour des comptes du code des juridictions financières.
Il succède au conseil des impôts, qui avait été créé en 1971 pour mesurer la part de l’impôt supportée par les catégories socioprofessionnelles et son évolution. Son champ d'action est plus large que celui des seuls impôts et vise l'ensemble des prélèvements obligatoires, y compris le volet des cotisations sociales.
Un décret de mars 2006 précise ses modalités de fonctionnement, modifiant la partie réglementaire du livre III du code des juridictions financières. L'installation officielle du conseil des prélèvements obligatoires a lieu le mois suivant par le président de la Cour des comptes.

## Gouvernance
Le conseil des prélèvements obligatoires est présidé par le premier président de la Cour des comptes. Il est constitué, outre son président, de huit magistrats ou fonctionnaires, choisis pour leurs compétences en matière de prélèvements obligatoires, ainsi que de huit personnalités qualifiées choisies à raison de leur expérience professionnelle.
Trois personnalités qualifiées sont désignées par les ministres, en l'occurrence le ministre chargé de l'Économie et des finances, le ministre chargé des Affaires sociales et le ministre chargé de l'Intérieur. Quatre personnalités sont désignées par les présidents des deux assemblées parlementaires, l'Assemblée nationale et le Sénat. Une personnalité est désignée par le président du Conseil économique, social et environnemental.
Les membres sont désignés pour une période de trois ans et leur mandat peut être renouvelé une fois.

## Production
Dans le cadre de ses missions, le Conseil produit des rapports, études, évaluations et recommandations. Les rapports, le choix de la thématique peuvent avoir pour origine une auto-saisine, une saisine du Gouvernement (Premier ministre) ou par les assemblées parlementaires. Cette dernière possibilité existe depuis la création du CPO mais n'existait pas au moment du conseil des impôts. Les commissions chargées des finances ou celles chargées des affaires sociales de l'Assemblée nationale ou du Sénat peuvent ainsi saisir le Conseil. La première saisine du Sénat en 2009 portait sur les prélèvements obligatoires des entreprises ; celle de l'Assemblée nationale la même année portait quant à elles sur le patrimoine des ménages.

### Avis sur les dispositifs dérogatoires fiscaux et sociaux applicables aux entreprises
En 2010, le CPO s'est notamment intéressé aux niches fiscales.
Sur la base de la première étude visant à « recenser les pertes de recettes que génère l’ensemble des dispositifs dérogatoires fiscaux et sociaux applicables aux entreprises, en incluant non seulement les mesures dérogatoires qualifiées par les documents budgétaires de « dépenses fiscales » ou « niches sociales » mais aussi les modalités particulières d’imposition et les règles d’assiette les plus significatives », le conseil a en 2010 alerté le gouvernement sur les effets des nouveaux dispositifs dérogatoires fiscaux et sociaux applicables aux entreprises qui forment un « ensemble peu cohérent », souvent mal évalués du point de vue de l’« efficacité socio-économique » et alors qu'ils ont « connu un développement rapide et peu maîtrisé », qui « se sont accrus de manière préoccupante au cours des dernières années, dénotant une propension forte à créer des dispositifs dans un contexte d’encadrement de la dépense budgétaire » et qui « s’ils peuvent être des instruments utiles pour atteindre certains objectifs de politique publique » sont en nombre tel et ont un tel coût, avec « une maîtrise limitée des mesures mises en place et de grandes difficultés à les remettre en cause »…
Le conseil s'inquiète de la charge croissante pour les finances publiques que constituent les « allègements et exonérations », et de la « forte augmentation des assiettes exemptées ». Le Conseil conclut « Au regard de ces évolutions, l’encadrement strict de la création et de l’extension des dispositifs dérogatoires, voire leur suppression, apparaît nécessaire ».
Le conseil dénonce aussi « a tendance bien française à privilégier des prélèvements aux taux élevés frappant des assiettes étroites » qui doit « être inversée » et estime « que la neutralisation de l’impact des mesures fiscales sur l’assiette sociale et réciproquement également une nécessité. L’élévation des règles de gouvernance de ces dispositifs au niveau organique pourrait permettre d’assurer leur meilleur respect » (…) « Éloignés de leurs objectifs initiaux, les dispositifs dérogatoires s’avèrent souvent mal ciblés, ce qui limite d’emblée leur efficacité ».
Comme il l'avait déjà souligné, « l’attractivité du territoire français vis-à-vis des entreprises s’en trouve sans doute handicapée, et ce sans gains budgétaires ». Par contre, le Conseil estime que la CSG qui vise à faire contribuer l’ensemble des revenus au financement de la protection sociale dans une logique de solidarité nationale, devrait « être étendue à l’ensemble des éléments de l’assiette qui en sont encore exemptés » et que « le financement des accidents du travail et des maladies professionnelles » (prélèvements ATMP) devrait être « sanctuarisé », car visant à inciter les employeurs à réduire le niveau de risques.
« L’exonération des plus-values de cessions professionnelles ou de création d’entreprises » devrait être mieux expliquée, et d'autres dispositifs supprimés (« l'exonération de TIPP en faveur des biocarburants ou les mesures en faveur des retraites chapeaux » par exemple).
Certains dispositifs dérogatoires applicables aux entreprises examinés par le Conseil ont selon ce dernier un gain budgétaire attendu « sensiblement inférieur au coût de la mesure tel qu’il est évalué ».
Face à des multinationales qui s'adaptent rapidement aux dispositifs de taxation, « la poursuite de l’harmonisation fiscale au niveau européen constitue dans ce cadre une nécessité » estimait enfin le conseil dans ce rapport (2010).

### Rapport sur la fiscalité affectée
Le CPO a publié le 04/07/2013 un rapport sur la fiscalité affectée.
Il dénonce la croissance rapide (+40 % de 2007 à 2013) des ressources fiscales hors budget affectées à des agences ou autres extensions de l'État : 28 milliards € en 2013 ; ces pratiques que le CPO qualifie de "débudgétisation" permettent d'afficher une maîtrise apparente des dépenses publiques tout en continuant en réalité à les augmenter. Cette dérive se poursuivra en 2014 avec l'Agence de financement des infrastructures de transport de France, qui recevra de nouvelles ressources hors budget (400 millions € provenant de la nouvelle écotaxe poids lourds).
Le rapport du CPO recense 309 taxes affectées, dont le rendement global atteint 112 milliards d'euros, soit 5,2 % du PIB et 13 % des prélèvements obligatoires. Si l'on exclut les contributions sociales telles que la CSG ainsi que les impôts locaux, il reste 214 taxes affectées à 453 organismes bénéficiaires, pour un total de 28 milliards €, dont :
- agences d'État : 14,6 milliards €
- chambres consulaires : 1,9 milliard €
- organismes techniques ou professionnels : 1,4 milliard €
- dispositifs de solidarité (Fonds national d'aide au logement, Fonds national des solidarités actives, etc) et Contribution au service public de l'électricité : 10 milliards €.

Le CPO préconise de réintégrer ces dépenses dans le budget de l'État afin d'améliorer la maîtrise et l'efficience des politiques suivies, y compris en supprimant les dispositifs inutiles ou inefficaces.
Dans une décision rendue le 29 décembre 2014, le Conseil constitutionnel a reconnu la constitutionnalité du plafonnement des taxes affectées qui prévoit la possibilité de fixer une limite au-delà de laquelle les sommes collectées par un organisme affectataire doivent être reversées au budget général de l’État.
En 2018, le CPO publie un nouveau rapport sur les taxes affectées.